# Verbena pumila
Verbena pumila — вид рослин родини Вербенові (Verbenaceae), поширений на півдні США (Арканзас, Оклахома, Техас), та на півночі Мексики.

## Опис
Дифузно розгалужена, переважно розпростерта або повзуча багаторічна трава заввишки 2–5 см. Стебла волосаті. Листки в основному 1.5–3.5 см завдовжки, різно розсічені, але часто просто трилопатеві. Колоси в основному довжиною 1–3 см, у плодах не дуже довгі. Чашечки довжиною 5–6 мм, зазвичай до певної міри залозисто-запушені. Віночки від глибоко лавандового до пурпурового забарвлення, трубки злегка виходять за межі чашечки. 

## Поширення
Поширений на півдні США (Арканзас, Оклахома, Техас), та на півночі Мексики.